# Sân bay Eilat
Sân bay Eilat (tiếng Hebrew: נמל התעופה אילת, Namal HaTe'ufa Eilat), còn được gọi là gọi là Sân bay J. Hozman (IATA: ETH, ICAO: LLET), là một sân bay tọa lạc ở thành phố Eilat, Israel và được đặt tên theo người sáng lập hãng hàng không Arkia Airlines là Yakov Hozman (Jacob Housman). Sân bay này nằm ở khu vực trung tâm thành phố, trên Quốc lộ 90. Sân bay Eilat chủ yếu phục vụ các chuyến bay nội địa tới Tel Aviv và Haifa và chuyến bay quốc tế tới Sân bay quốc tế Ovda, một số các chuyến bay quốc tế có thể hạ cánh ở đường băng ngắn cũng sử dụng sân bay Eilat.
Sân bay có thể ngừng các hoạt động khai thác hàng không dân sự để trở thành sân bay quân sự khi sân bay mới của thành phố Eilat là Sân bay Timna đi vào hoạt động vào năm 2017.

## Lịch sử

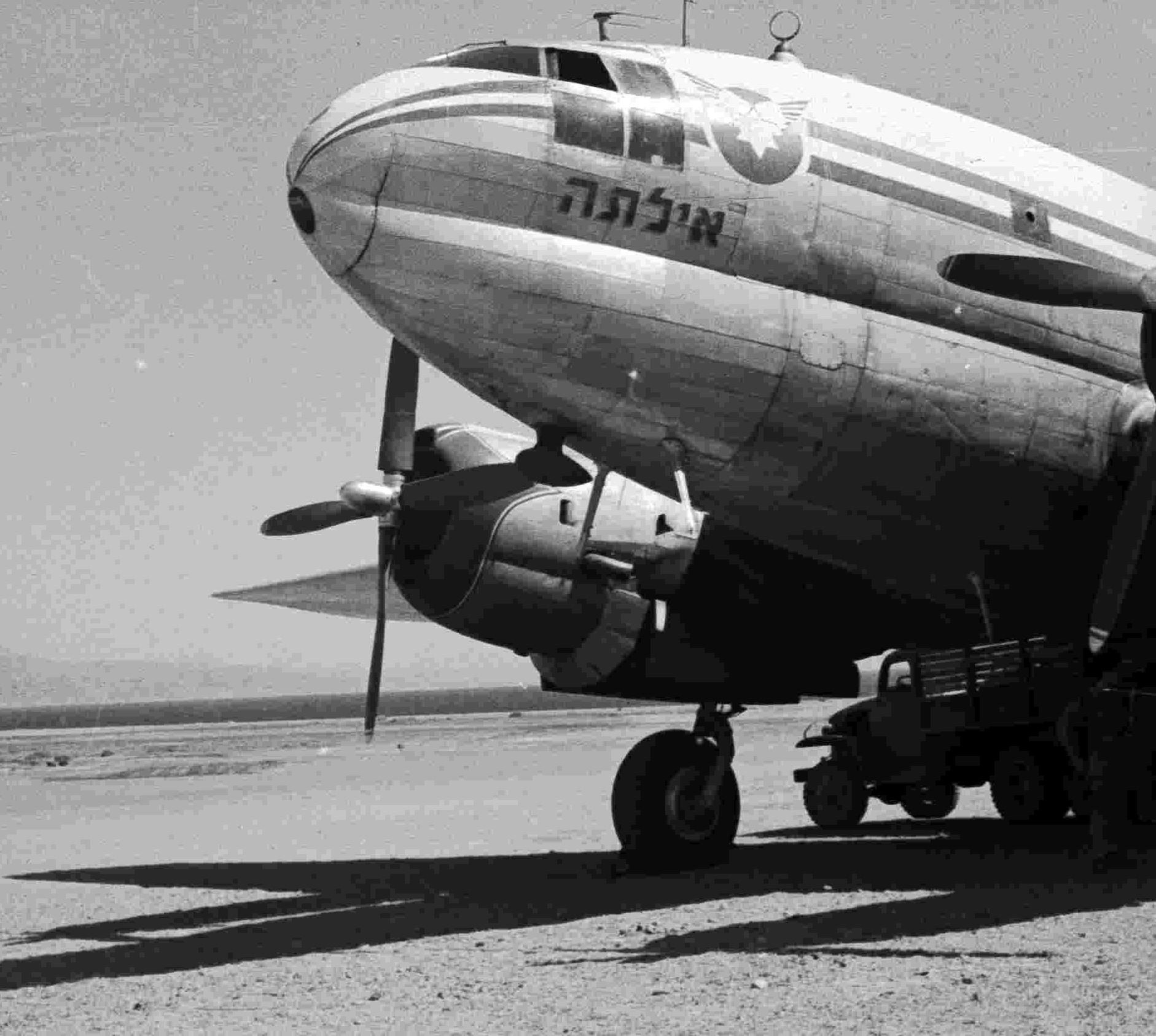
Máy bay C-46 Commando số hiệu 4X-ACT Eilata điều khiển bởi El Al ở Sân bay (khoảng năm 1952)

Sân bay Eilat được thành lập vào năm 1949 bởi Không quân Israel, sau Chiến tranh giành độc lập của Israel năm 1948. Trong những năm đầu, sân bay có nhiệm vụ xây dựng một hệ thống toàn diện để kết nối với các thành phố trong cả nước, tiêu biểu nhất là với Tel Aviv và Haifa. Do đó, đường bay từ Eilat tới Sân bay Lod (hiện tại là Sân bay quốc tế Ben Gurion) được thành lập. Ngay sau đó, đường bay tới Sân bay Haifa được đưa vào vận hành. Vào tháng 12 năm 1950, sau khi được thành lập, hãng hàng không Arkia Israel Airlines trở thành nhà vận hành lớn nhất tại Sân bay Eilat, chiếm lấy vị trí của các công ty cũ là Eilata và Aviron. Tới ngày nay, hãng này vẫn giữ vững vị trí của mình. Sau đó, vào năm 1964 chiều dài của đường băng sân bay được mở rộng thành 1500 m, và nhà chờ cho hành khách bắt đầu được xây dựng. Năm năm sau, đường băng tiếp tục được mở rộng nâng chiều dài lên thành 1900 m. Vào năm 1975, Sân bay Eilat bắt đầu thu hút các hãng hàng không Bắc Âu. Chuyến bay quốc tế đầu tiên hạ cánh xuống sân bay Eilat là của một hãng hàng không của Đan Mạch, Sterling Airlines hạ cánh vào năm này. Từ đó, rất nhiều đường bay thẳng quốc tế được đưa vào khai thác nối Eilat với châu Âu, tuy nhiên các máy bay lớn vẫn không thể hạ cánh ở đây mà phải hạ cánh ở Sân bay quốc tế Ovda.
Vào năm 1994 Hiệp ước Israel-Jordan được ký kết, quyết định việc vận hành sẽ được chuyển giao từ Sân bay Eilat sang Sân bay Aqaba. Theo kế hoạch ban đầu thì Sân bay Aqaba sẽ đổi tên thành Sân bay Quốc tế Hữu nghị Aqaba-Eilat. Hiệp ước chưa bao giờ được thực hiện, tuy nhiên, một thoả thuận giữa hai quốc gia vào tháng 3 năm 1997 quy định rằng các chuyến bay nội địa sẽ tiếp tục sử dụng Sân bay Eilat, trong khi không có thêm hoạt động di chuyển các chuyến bay quốc tế nào được phép diễn ra.
Vào tháng 8 năm 2005, một quả tên lửa Katyusha được phóng từ Jordan lao xuống đường dẫn chỉ cách hàng rào bảo vệ sân bay 15 thước Anh (14 m). Vào ngày mùng 8 tháng 8 năm 2013, Quân đội Israel chỉ huy sân bay cấm các hoạt động cất cánh và hạ cánh sau một thoả hiệp quân sự. Quân đội Ai Cập ở thung lũng Sinai đã bắn nhiều tên lửa về phía thành phố trong những năm gần đây, nhưng không rõ đây có phải là lý do cho việc đóng cửa hay không.

## Sân bay ngày nay
Ngày nay, Sân bay Eilat duy trì thời gian cao điểm vào thứ năm, thứ bảy và chủ nhật. Vào thứ năm và chủ nhật, các chuyến bay đến vào một khoảng thời gian trong vài tiếng buổi sáng vào chủ nhật, vào thứ bảy sân bay chỉ thực sự hoạt động trong vài tiếng buổi tối. Có những ngày có đến 10.000 hành khách trên 120 chuyến bay di chuyển trong nhà ga rộng 2.800 m² của sân bay. Đây được coi là một trong những nơi có lưu lượng lưu thông lớn nhất trên thế giới ở hạng mục này.
Số lượng hành khách quốc tế giảm từ 20.000 hành khách một năm trong những năm cuối thập niên 2000 xuống 5.000 trong những năm thập niên 2010.
Dù cho sân bay có thể cho máy bay Boeing 767 hạ cánh, nhưng để có thể cho nhiều chiếc loại này hạ cánh thì sân bay cần một khoản đầu tư lớn. Do đó, loại máy bay lớn duy nhất có thể hạ cánh ở đây là Boeing 757. Vấn đề chính là không gian chật hẹp, với chỉ có hai chỗ đỗ cho các máy bay lớn. Kết quả là, El Al thực hiện các chuyến bay thường xuyên tới Sân bay quốc tế Ben Gurion chở hành khách từ khắp thế giới bằng các máy bay 757 và 737.
Có thể minh họa cho diện tích quá nhỏ của sân bay bằng cách đưa ra sự thật rằng một chiếc Boeing 757 không thể lăn bánh vượt qua một máy bay khác đang đỗ. Kết quả là trách nhiệm của kiểm soát không lưu không chỉ ở việc phải đảm bảo không gian quý giá được sử dụng hiệu quả mà còn phải đảm bảo các máy bay tiếp tục lăn bánh cho tới khi máy bay lớn hơn đi tới chỗ đỗ. Dù những hạn chế trên, sân bay vẫn có thể đáp ứng lưu lượng lưu thông gấp từ 10 đến 20 lần các sân bay cùng cỡ. Đây là một trong những lý do để di dời sân bay tới một nơi khác rộng hơn. Vào năm 2006, một tờ báo Israel đưa tin một dự án trị giá 5.5 triệu USD nhằm cải tạo, nâng cấp nhà ga, đường dẫn và chỗ đỗ máy bay để duy trì sự hoạt động của sân bay trong lúc chờ đợi sân bay mới của thành phố Eilat đi vào hoạt động trong tương lai gần.

## Tương lai
Từ đầu thập niên 90 của thế kỷ trước, chính quyền Eilat đã xem xét để di dời sân bay tới một địa điểm khác, khoảng 20 km về phía bắc của trung tâm thành phố Eilat, tới khu vực Ora Wells gần Be'er Ora. Có rất nhiều lý do cho sự lựa chọn này. Lý do chủ yếu là địa điểm mới sẽ cải thiện yếu tố an toàn hơn so với địa điểm hiện tại, vì có khả năng máy bay sẽ đâm vào các tòa nhà trong thành phố. Một lý do khác là do vị trí sân bay, và hiện trạng rằng sân bay đang chia cắt thành phố Eilat làm hai phần, một bên là các khách sạn, nhà hàng cùng với trung tâm du lịch và một bên là các tòa nhà dân cư.
Vào ngày 24 tháng 7 năm 2011 chính quyền Israel thông báo sẽ xây dựng sân bay quốc tế thứ hai của thành phố ở Timna, 18 ki-lô-mét Tây Bắc thành phố Eilat. Sân bay sẽ được đặt tên theo nhà du hành vũ trụ Israel, Ilan Ramon, người đã bị thiệt mạng trong thảm họa tàu vụ trụ Columbia năm 2003 và con trai ông là Assaf Ramon, người tử nạn 6 năm sau, khi phi cơ chiến đấu F-16 của anh ấy bị rơi ở West Bank. Sân bay mới ở Timna sẽ trở thành sân bay dân dụng thay thế hai sân bay ở Eilat và Odva để phục vụ khoảng 1,5 triệu lượt khách mỗi năm.

## Hãng hàng không và điểm đến

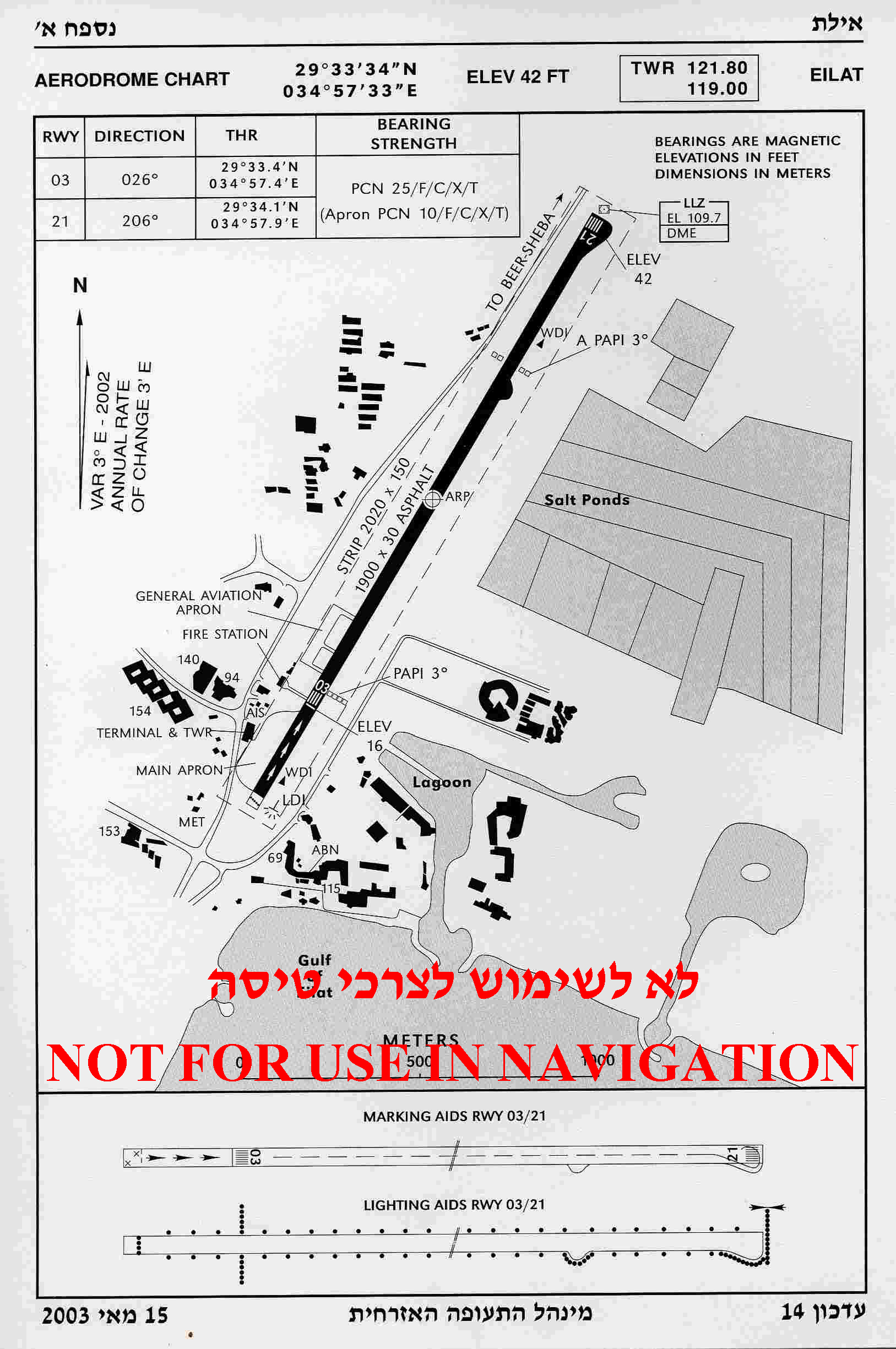
Sơ đồ Sân bay Eilat năm 2003

| Hãng hàng không       | Các điểm đến                                 |
| --------------------- | -------------------------------------------- |
| Arkia Israel Airlines | Haifa, Tel Aviv-Ben Gurion, Tel Aviv-Sde Dov |
| Israir Airlines       | Haifa, Tel Aviv-Ben Gurion, Tel Aviv-Sde Dov |

## Thống kê
| Năm  | Tổng số hành khách | Tổng số chuyến bay |
| ---- | ------------------ | ------------------ |
| 1998 | 1.371.098          | 29.726             |
| 1999 | 1.554.988          | 31.280             |
| 2000 | 1.584.359          | 29.207             |
| 2001 | 1.339.779          | 24.878             |
| 2002 | 1.252.395          | 23.581             |
| 2005 | 1.048.975          | 18.777             |